# Museum de Schilpen
Museum de Schilpen is een museum in de plaats Maasland, in de Nederlandse provincie Zuid-Holland. Het 16e-eeuwse gebouw (eind 18e eeuw voorzien van een nieuwe gevel) is erkend als rijksmonument. Het museum geeft inzicht in de geschiedenis van het kruidenierschap en het leven in Maasland in de 19e en 20e eeuw.
De naam is afgeleid van het schelpenpleintje waaraan het gebouw ligt.
Museum de Schilpen wordt onderhouden, beheerd en geëxploiteerd door vrijwilligers. De toegang van het museum is gratis. Het is elke zaterdag en eerste zondag van de maand geopend.
- Gemeinsame Normdatei: 16227474-9
- Rijksmonument: 26570
- Virtual International Authority File: 213549654